# 算盤蛤
算盤蛤（学名：Cardita variegata），又名異紋心蛤，是算盘蛤科算盘蛤属的一种。

## 分佈
主要分布于南海、新加坡、马来西亚、印度尼西亚、中国大陆、台湾，常栖息在潮间带至潮下带。

## 外部連結
- 維基物種上的相關：算盤蛤